# Frasnay-Reugny
Pour les articles homonymes, voir Frasnay et Reugny.
Frasnay-Reugny est une commune française située dans le département de la Nièvre, en région Bourgogne-Franche-Comté.

## Géographie

### Climat
Pour des articles plus généraux, voir Climat de la Bourgogne-Franche-Comté et Climat de la Nièvre.
En 2010, le climat de la commune est de type climat océanique dégradé des plaines du Centre et du Nord, selon une étude du Centre national de la recherche scientifique s'appuyant sur une série de données couvrant la période 1971-2000. En 2020, Météo-France publie une typologie des climats de la France métropolitaine dans laquelle la commune est exposée à un climat océanique altéré et est dans la région climatique  Centre et contreforts nord du Massif Central, caractérisée par un air sec en été et un bon ensoleillement. 
Pour la période 1971-2000, la température annuelle moyenne est de 10,7 °C, avec une amplitude thermique annuelle de 16,1 °C. Le cumul annuel moyen de précipitations est de 973 mm, avec 12,6 jours de précipitations en janvier et 7,8 jours en juillet. Pour la période 1991-2020, la température moyenne annuelle observée sur la station météorologique de Météo-France la plus proche, « Ourouer », sur la commune de Vaux d'Amognes à 17 km à vol d'oiseau, est de 11,3 °C et le cumul annuel moyen de précipitations est de 889,3 mm. 
La température maximale relevée sur cette station est de 41,5 °C, atteinte le 7 août 2003 ; la température minimale est de −13,5 °C, atteinte le 1er mars 2005,,. 
Les paramètres climatiques de la commune ont été estimés pour le milieu du siècle (2041-2070) selon différents scénarios d'émission de gaz à effet de serre à partir des nouvelles projections climatiques de référence DRIAS-2020. Ils sont consultables sur un site dédié publié par Météo-France en novembre 2022.

## Urbanisme

### Typologie
Au 1er janvier 2024, Frasnay-Reugny est catégorisée commune rurale à habitat très dispersé, selon la nouvelle grille communale de densité à sept niveaux définie par l'Insee en 2022.
Elle est située hors unité urbaine. Par ailleurs la commune fait partie de l'aire d'attraction de Nevers, dont elle est une commune de la couronne,. Cette aire, qui regroupe 93 communes, est catégorisée dans les aires de 50 000 à moins de 200 000 habitants,.

### Occupation des sols
L'occupation des sols de la commune, telle qu'elle ressort de la base de données européenne d’occupation biophysique des sols Corine Land Cover (CLC), est marquée par l'importance des territoires agricoles (81,7 % en 2018), une proportion identique à celle de 1990 (81,7 %). La répartition détaillée en 2018 est la suivante : prairies (54 %), terres arables (27,5 %), forêts (18,2 %), zones agricoles hétérogènes (0,2 %). L'évolution de l’occupation des sols de la commune et de ses infrastructures peut être observée sur les différentes représentations cartographiques du territoire : la carte de Cassini (XVIIIe siècle), la carte d'état-major (1820-1866) et les cartes ou photos aériennes de l'IGN pour la période actuelle (1950 à aujourd'hui).

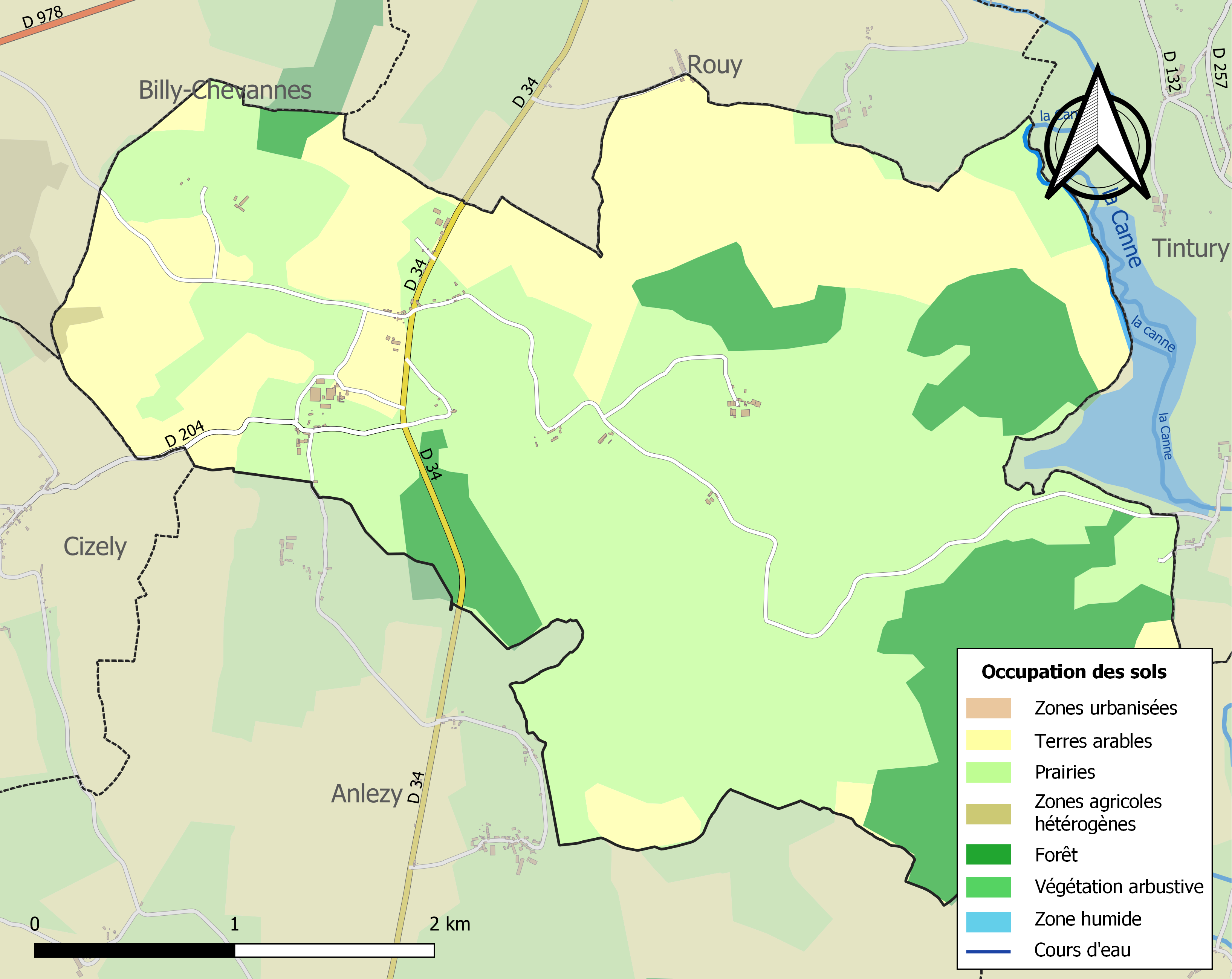
Carte des infrastructures et de l'occupation des sols de la commune en 2018 (CLC).

## Histoire
Cette commune est née en 1861 de la fusion de Frasnay et de Reugny.

### Seigneurs
- Imbert de La Platière de Bourdillon (1516 - 1567) est un militaire français du XVIe siècle, seigneur de Frasnay, maréchal de France le 6 avril 1564.
- François de Viry (vers 1615-1665), seigneur de Reugny, inhumé à Reugny.
- Famille de Reugny, seigneurs.
- Gabriel de Thoury, écuyer, gentilhomme de Nivernais, seigneur de Malnay (actuellement sur la commune de Rouy) et de Morlot (Frasnay-le-Ravier) qu'il acquiert avec son épouse Isabelle de Brossard le 10 janvier 1630.
- Noël de Thoury, écuyer, gentilhomme de Nivernais, seigneur de Malnay (qu'il vend en 1683 à Anne-Henri d'Armes), de Morlot et de La Touryterie à Frasnay.
- Famille de Thoury jusqu'au début du XVIIIe siècle, seigneur de Malnay, La Touryterie et de Morlot à Frasnay.

### Armorial

Famille de Viry.
Famille de Thoury.
Famille de Reugny.

## Politique et administration

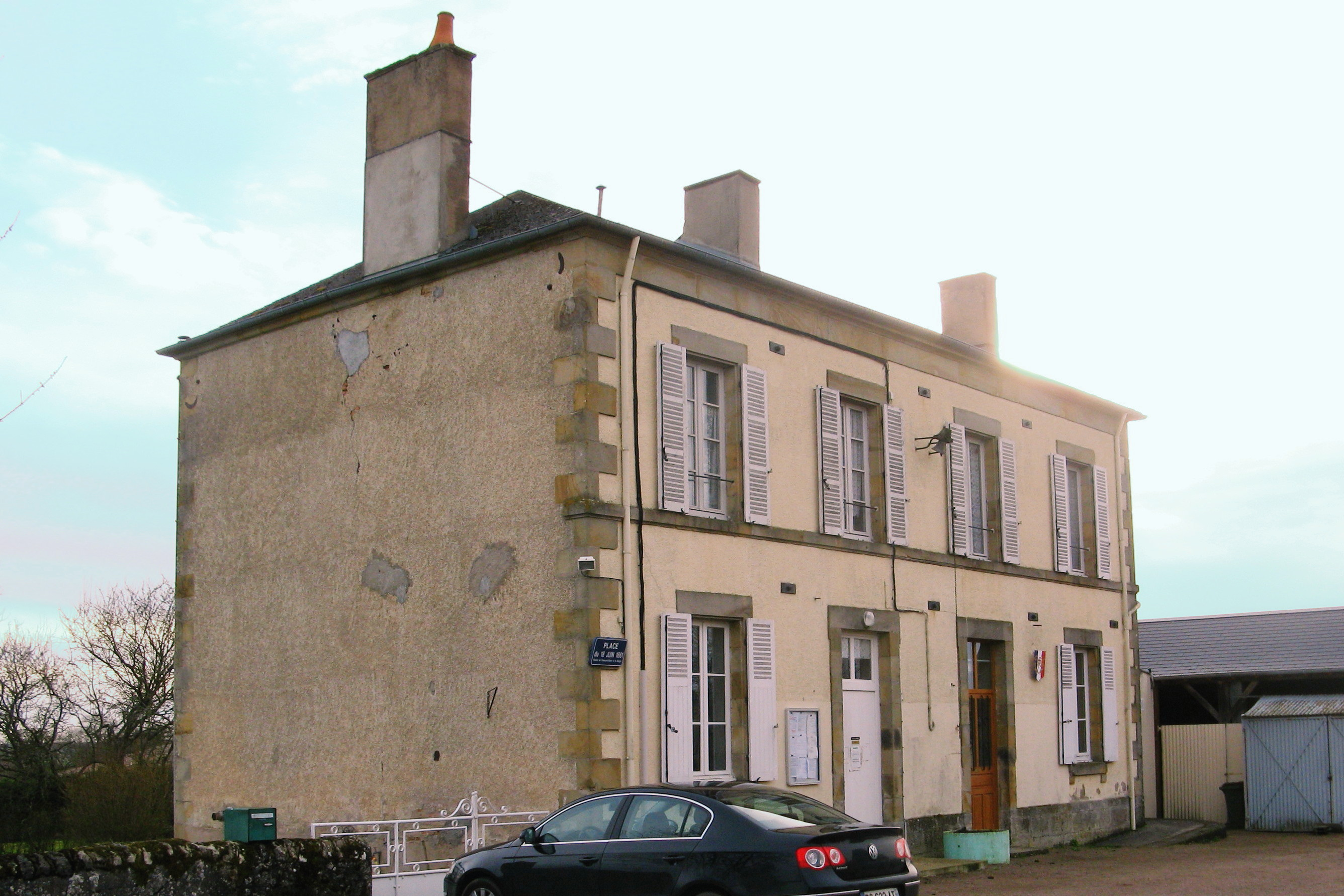
Mairie.

| Période                                  | Période   | Identité         | Étiquette | Qualité |
| ---------------------------------------- | --------- | ---------------- | --------- | ------- |
| mars 2001                                | mars 2008 | Maurice Bourgeot |           |         |
| mars 2008                                | en cours  | Bernard Gibe     |           |         |
| Les données manquantes sont à compléter. |           |                  |           |         |

## Démographie
L'évolution du nombre d'habitants est connue à travers les recensements de la population effectués dans la commune depuis 1793. Pour les communes de moins de 10 000 habitants, une enquête de recensement portant sur toute la population est réalisée tous les cinq ans, les populations de référence des années intermédiaires étant quant à elles estimées par interpolation ou extrapolation. Pour la commune, le premier recensement exhaustif entrant dans le cadre du nouveau dispositif a été réalisé en 2005.

En 2022, la commune comptait 80 habitants, en évolution de −10,11 % par rapport à 2016 (Nièvre : −3,28 %, France hors Mayotte : +2,11 %).
| 1793 | 1800 | 1806 | 1821 | 1831 | 1836 | 1841 | 1846 | 1851 |
| ---- | ---- | ---- | ---- | ---- | ---- | ---- | ---- | ---- |
| 189  | 153  | 117  | 177  | 137  | 156  | 143  | 158  | 183  |

| 1856 | 1861 | 1866 | 1872 | 1876 | 1881 | 1886 | 1891 | 1896 |
| ---- | ---- | ---- | ---- | ---- | ---- | ---- | ---- | ---- |
| 173  | 247  | 277  | 267  | 295  | 272  | 283  | 303  | 251  |

| 1901 | 1906 | 1911 | 1921 | 1926 | 1931 | 1936 | 1946 | 1954 |
| ---- | ---- | ---- | ---- | ---- | ---- | ---- | ---- | ---- |
| 258  | 231  | 227  | 166  | 164  | 149  | 159  | 153  | 129  |

| 1962 | 1968 | 1975 | 1982 | 1990 | 1999 | 2005 | 2006 | 2010 |
| ---- | ---- | ---- | ---- | ---- | ---- | ---- | ---- | ---- |
| 120  | 120  | 97   | 94   | 86   | 82   | 71   | 69   | 74   |

| 2015 | 2020 | 2022 | - | - | - | - | - | - |
| ---- | ---- | ---- | - | - | - | - | - | - |
| 84   | 79   | 80   | - | - | - | - | - | - |

## Lieux et monuments

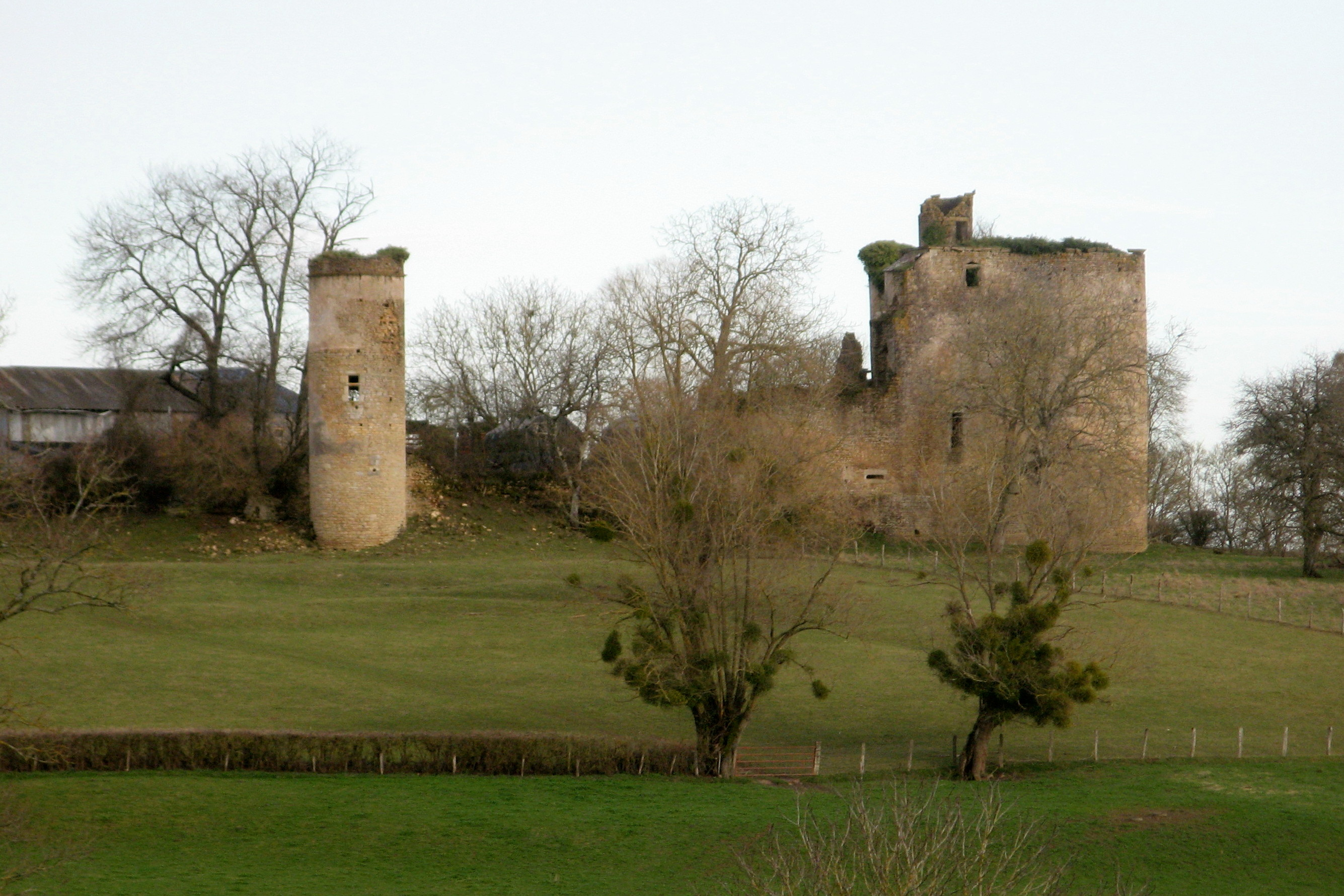
Château du Ravier.

### Château du Ravier
Construit du XVe au XVIIe siècle au lieu-dit Viémont, il est aujourd'hui en ruine.

### Château de la Touryterie
C'est une des propriétés les plus vastes du village. Construite au VIIe siècle, elle reçut de nombreuses extensions. Du XVe au XVIIIe siècle, les propriétaires en sont la famille de Thoury en Nivernais dont le château tient son nom. Cette propriété était autrefois le siège de la seigneurie de Malnay, terre des Thoury de la Nièvre jusqu'en 1683.

## Personnalités liées à la commune
EDME BRETON, né à Chazeuil le 8 avril 1789, décédé à Mussier commune de Billy le 11 octobre 1864 ; ancien sergent de sapeur du génie, il a fait la campagne d'Autriche en 1809 et la campagne de Russie en 1812 ; il a été blessé à la bataille de Wagram, les 21, 22 et 23 juin 1809, il a assisté à la prise de Vienne, il a assisté à la bataille de la Moscowa, il a fait la retraite de Moscou, il a subi le blocus de Dantzig en 1813 et 1814 ; enfin il a été fait prisonnier par violation des lois de la guerre et conduit en Sibérie jusqu'en 1816.